# Universitatea din Columbia Britanică

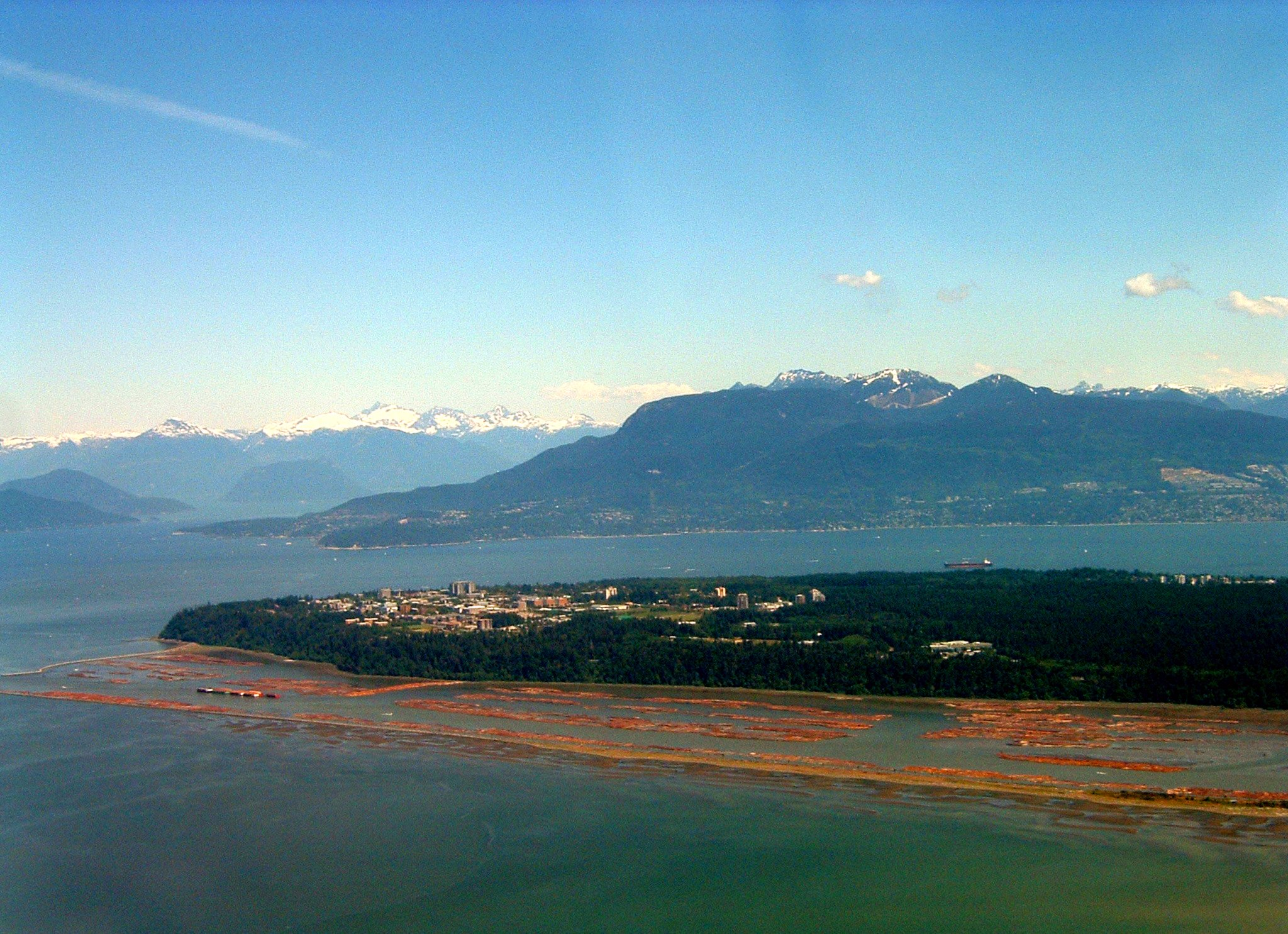
Campusul universităţii

Universitatea din Columbia Britanică (University of British Columbia) este cea mai mare universitate din Columbia Britanică, având campusul principal situat în orașul Vancouver. Cel de al doilea campus este cel din Okanagan. În aceasta universitate studiază aproximativ 46900 de studenți din care 35000 "negraduați", 8000 "graduați"(master si doctorat) și 3900 în campusul din Okanagan. De asemenea 4000 de profesori și angajați lucrează în cadrul universității.
Facultăți din cadrul universității:
- Facultatea de Știință Aplicată (Faculty of Applied Science)
- Facultatea de Arte (Faculty of Arts)
- Facultatea de Dentologie (Faculty of Dentistry)
- Facultatea de Pedagogie (Faculty of Education)
- Facultatea de Silvicultură (Faculty of Forestry)
- Facultatea de Agronomie și Alimentație (Faculty of Land and Food Systems)
- Facultatea de Drept (Faculty of Law)
- Facultatea de Medicină (Faculty of Medicine)
- Facultatea de Farmaceutică (Faculty of Pharmaceutical Sciences)
- Facultatea de Stiinte (Faculty of Science)